# Бока которска
Бока которска (вен. Boche de Càtaro), или скраћено Бока, историјска је и географска област у данашњој Црној Гори. Као географска област, Бока је дефинисана положајем Бококоторског залива, који се убраја међу највеће заливе на источним обалама Јадранског мора. Залив има специфичну структуру и састоји се од неколико цјелина, почевши од Херцегновског залива, који се сужава у Кумборски теснац, кроз који се потом улази у Тиватски залив, а затим се кроз пролаз Вериге улази у Рисански залив, на који се наставља Которски залив. Бококоторски залив залази дубоко у копно, а његов шири простор је омеђен планинских масивима Ловћена и Орјена. Улаз у залив затварају два полуострва, Луштица са југоисточне и Превлака са сјеверозападне стране.
Као историјска област, Бока представља посебну цјелину чији је просторни опсег у појединим раздобљима био шири од географског подручја које је дефинисано непосредним приобаљем самог Бококоторског залива. По том основу, са историјом уже Боке блиско су повезане и историје околних приморских области, почевши од Грбља са Будвом на југоистоку, до Конавала са Цавтатом за сјеверозападу. Традиционалној подјели, прошлост Боке се дјели на четири историјска раздобља: античко, средњовјековно, нововјековно и савремено. Током античког периода, на подручју Боке су успостављене грчке колоније, а шира област је била настањена илирским племенима, која су потпала под власт Старог Рима. Бока је у средњи вијек ушла као дио Византијског царства.
Почетком 7. вијека, на шири простор Боке се досељавају српска племена, након чега настају и прве кнежевине: Дукља на југоистоку и Травунија са Конавлима на сјеверозападу. Крајем 12. вијека, Бока постаје саставни дио српске државе Немањића, а потом се на тим просторима смјењују власти Балшића, Котроманића, Српске деспотовине и Косача. Током 15. вијека, Бока постепено потпада под власт Млетачке републике, а дио области су током 16. и 17. вијека држали и Турци, који су потом протерани од стране Млечана, након чега је област Боке добила своје препознатљиве историјске границе. Почевши од 1797. године, у Боки се смјењују разне власти: хабзбуршка, руска, француска и поново аустријска, од 1814. године. Ова област, чији је званични назив гласио: Которско господство, остала је под аустријском влашћу све до 1918. године.
Након Првог свјетског рата, Бока је ушла у састав новостворене југословенске државе,
а након Другог свјетског рата прикључена је југословенској федералној јединици Црној Гори, тако да се од 2006. године налази у саставу Црне Горе као самосталне и независне државе.

## Географија
Основни морфометријски подаци Бококоторског залива: Укупна површина је 87,33 км². Укупна запремина је 2.412.306.000 км³. Максимална дубина је 60 м. Средња дубина је 27,3 м. Дужина залива је 28,13 км. Дужина обале је 105,7 км. Разуђеност обале (K) износи 3,07. Ширина улаза је 2,95 км. Претпоставља се да је на настанак Бококоторског залива утицала флувијална ерозија у плиоцену. Овај регион је познат по највећој просечној количини падавина у Европи — регион Црквице.
Идући од пучинског мора према планинском залеђу налазе се продор Оштро, између рта Оштро и полуострва Луштице, затим Херцегновски или Топлански залив, који се преко Кумборског теснаца везује за Тиватски залив. Из Тиватског залива пролази се кроз теснац Вериге према Рисанском заливу на западу и Которском заливу према истоку. Од улаза у Боку до Котора простире се пловна линија дугачка 33 километра. Улаз у залив широк је 3 километра, док ширина Верига није већа од 300 метара. Спољашњи продор Боке је усечен у Витаљинско-луштички гребен, а унутрашњи у Девесиљско-врмачки гребен. У рељефу залива Боке истичу се две удолине, које се пружају од северозапада ка југоистоку. Спољашња удолина је Суторинско-грбаљска и у њој се налази Топланско-тиватски залив, а унутрашња удолина је Морињско-которска и у њој се налази Рисанско-которски залив. По истом правцу пружају се и оба гребена. Удолине се састоје од млађих, палеогенских стена, док су оба гребена изграђена од мезозоичних кречњака. Ужи појам означава мањи унутрашњи залив, који се простире од Верига (тјеснац) према југоистоку, до града Котора, по коме је и добио назив.
У Боки которској постоји и девет острва: Превлака, Мамула и Острво Ваведење на самом улазу у Бококоторски залив, Госпа од Милости, Свети Марко и Острво Цвијећа, Зановетни Шкољиц у Тиватском заливу, те Кртољска увала, а Госпа од Шкрпјела и Свети Ђорђе у Рисанском заливу.
Насупрот издашним падавинама, кречњачко залеђе Боке је безводно. Кишница се брзо упија, вода понире и избија у снажним врелима, најчешће где је кречњак у контакту са непропустљивим флишем. У Боки се налази више снажних врела слатке воде односно извора подземних токова крашког краја. Међу њима се истичу: јако периодско врело Сопот код Рисна, врело Спила код истог места, врело Доброта или Љута у Доброти, врело Шкурде и јака вруља Гурдић код Котора, врело Грбаљ итд. Код врела Сопот јавља се на површини мора од 20 м² јако кључање воде. Максимална измерена издашност врела Љуте износи 170 м³, док минимум издашности износи само 0,10 м³ у секунди.
Плодно земљиште, погодна клима и мале надморске висине утичу да удолине буду покривене разним природним и културним добрима. Девесиљско-врмачки гребен се састоји од глиновитих кречњака који услед распадања дају обиље глине. Његови највиши делови су под листопадном вегетацијом, а спољашњи и нижи делови под зимзеленим жбуњем. У долинама и увалама има црвенице на којој расту медитеранске културе.

## Историја

### Античко доба
Подручје Боке било је настањено од најстаријих времена. У овој области се налазе бројни археолошки споменици из античког периода. На подручју Боке су биле успостављене грчке колоније, а шира област је била настањена илирским племенима. Током 3. и 2. вијека старе ере, Бока се налазила у саставу Илирске краљевине, која је након неколико ратних сукоба (Илирски ратови) потпала под власт Старог Рима. Након управне подјеле римског Илирика у 1. вијеку нове ере, подручје Боке је припадало римској провинцији Далмацији. Најзначајније античко насеље на подручју Боке био је Рисинијум (лат. Risinium), данашњи Рисан. Током велике сеобе народа, на ширем простору Боке вођени су ратови између Византијског царства и Источних Гота, а царска власт у области учвршћена је за вријеме владавине Јустинијана I (527—565).

### Средњи век
Почетком 7. вијека, на шири простор Боке досељавају се српска племена, након чега настају и прве кнежевине: Дукља на југоистоку и Травунија са Конавлима на сјеверозападу. Тадашњи опсег српског етничког простора у приморским областима потврђује и франачки хроничар Ајнхард, који је у својим Аналима франачког краљевства (лат. Annales Regni Francorum) забиљежио, под 822. годином, да су Срби народ који држи велики дио Далмације (лат. ad Sorabos, quae natio magnam Dalmatiae partem obtinere dicitur).
Током 11. вијека, шире подручје Боке налазило се у саставу државе Војислављевића, а средином 12. вијека долази до привремене обнове византијске власти у приморским градовима и областима. Крајем 12. вијека, Бока постаје саставни дио српске државе Немањића, а Котор добија посебан значај као један од најзначајнијих градова средњовјековне Србије. Током друге половине 14. и прве половине 15. вијека, на ширем простору Боке смјењују се власти Балшића, Котроманића, Српске деспотовине, Косача и Црнојевића.
Током средњовјековног раздобља, становништво Боке је било хришћанско, једним дијелом православно, а другим римокатоличко. Православни хришћани су потпадали под надлежност Зетске епархије, коју је 1219. године основао први српски архиепископ Свети Сава. Прво сједиште ове епархије било је управо у Боки, на Михољској превлаци у Манастиру Светог арханђела Михаила. Најзначајнија римокатоличка установа у овој области била је Которска бискупија, која је од српских краљева из династије Немањића добила посебне привилегије у виду надлежности над римокатоличким трговачким колонијама у цјелокупној унутрашњости средњовјековне Србије.

### Између Млетака и Турака
Крајем 14. и почетком 15. вијека, Млетачка република је почела да шири своју власт према подручју Боке. Млечани су искористили Први скадарски рат, а потом и Други скадарски рат за учвршћивање свог положаја у овој области. Након успостављања млетачке власти у Котору и Будви, у више наврата је покушано и покоравање Грбља. Од краја 15. до почетка 18. века, дио Боке налазио се под турском влашћу, а најважније турско упориште у овој области био је Херцег-Нови, који се од 1482. до 1687. године налазио у саставу Херцеговачког санџака. Турска власт је из ових области протерана током млетачко-турских ратова (1684—1699) и (1714—1718).

### Пуна власт Млетачке републике
Млетачка власт на подручју Боке досегла је најшири опсег у вријеме склапања Пожаревачког мира (1718), а након тога граница се није мијењала све до пада Млетака (1797). У том раздобљу, надлежност млетачког намјесника (провидура) у Котору обухватала је цјелокупно подручје од Паштровића и Будве, преко Грбља и Луштице, до Рисна и Херцег-Новог, обухватајући Драчевицу и знатан дио Кривошија. Током 18. вијека, Бока је доживјела знатан привредни и културни успон, а посебан напредак остварен је у области поморства.
Становништво Боке било је хришћанско, једним дијелом православно, а другим католичко. Православни Срби су на овом подручју имали неколико манастира, међу којима је током 18. вијека посебан углед стекао манастир Савина. Почетком 1719. године, на границу (старе) Црне Горе и млетачке Боке спустио се српски патријарх Мојсије Рајовић, који је том приликом хиротонисао Стефана Љубибратића за далматинског владику, дајући му надлежност и над сјеверозападним дијелом Боке, док је југоисточни дио остао у надлежности цетињских владика. Млетачке власти нијесу жељеле да допусте учвршћивање православне јерархије у својим областима, тако да је владика Стефан морао да напусти своју епархију већ 1722. године.

### Узастопне смјене власти
Након пада Млетачке републике, њени поседи су 1797. године подељени између Француске и Хабзбуршке монархије. Пошто Леобенски уговор од 18. априла није садржао изричити помен дотадашње Млетачке Албаније, која је обухватала Боку которску, већ током летњих месеци 1797. године дошло до спора по питању будућег статуса те територије. Бечки двор је сматрао да се под ширим појмом Далмације подразумева и подручје Боке которске, док је француска страна покушала да оспори такво тумачење. То питање је коначно решено у тексту Кампоформијског уговора (17. октобар) у складу са хабзбуршким претензијама, чиме је и Бока которска потпала под власт бечког двора.
Нове политичке промјене наступиле су већ током 1806. године, када је Француска покушала да успостави власт над Боком, ослањајући се на одредбе Пожунског мира. То није жељела да допусти Русија, која је уз помоћ Црне Горе успјела да осујети француске намјере, али не задуго. Након склапања Тилзитског мира (1807), Русија је признала француска права у Боки, након чега је дошло до успостављања пуне француске власти у овој области, која је у административном смислу укључена у састав наполеонске Краљевине Италије. Нова административна промјена извршена је 1809. године, када је Бока которска укључена у састав француских Илирских провинција.
Након низа француских пораза током 1812. и 1813. године, Русија је подстакла сарадњу Бокеља и Црногораца у циљу протјеривања француских снага, чиме се указала прилика да се двије сусједне области, Бока и Црна Гора, уједине на основу претходно одржаних скупштина. Тада је образована и заједничка земаљска управа, састављена од 9 Бокеља и 9 Црногораца, која је 29. октобра 1813. године прогласила уједињење Црне Горе и Боке. На челу ове својеврсне владе, односно Централне комисије (како се звала) био је владика Петар I Петровић Његош. Иако је тиме била постављена основа за стварање јединствене црногорско-бокељске државе, до тога није дошло пошто су велике силе 1814. године потврдиле права Аустријске царевине, која је своју власт у Боки обновила тек неколико мјесеци након капитулације француског гарнизона у Котору (5. јануар 1814. године) и повлачења британских поморских трупа.

### Аустријска власт
...Без Боке је српство било

Ка' невјеста без ђердана,

Или момак без челенке,

Ил' без коња од мегдана.

Ах, дивна је српска Бока! –

Може Босфор да засрами!

На свој земној површини

Чиме она да се сравни?...

— Никола I Петровић Његош
Током 1814. године, Бока је потпала под аустријску власт. Према административној подјели аустријске Краљевине Далмације, област Боке је била организована као посебна јединица под називом: Которско господство.
Због великог утицаја цетињских владика на духовни и културни живот Бокеља, Аустрија је 1820 године укинула његову духовну власт у Боки и пренјела духовну јурисдикцију на православно-далматинског Епископа у Далмацији са сједиштем у Задру.
Тршћански велетрговац и бродовласник Спиро Гопчевић је 1852. године измолио од аустријског цара да се Бока демилитаризује.
У доба Аустроугарске двојне монархије, Бока которска је била двојезичка територија, на којој су од 1867. до 1918. године службени језици били италијански (доминантан језик у числеиталијанској Далмацији) и српски.
Један од најзначајнијих народних првака са овог подручја током раздобља аустријске власти био је Стјепан Митров Љубиша, знаменити српски књижевник и народни посланик у Далматинском сабору и Царевинском вијећу, који је стекао велике заслуге за успостављање српске православне Бококоторске епархије.
Почевши од 1879. године, на подручју Боке је дјеловала Српска народна странка, чији су кандидати у неколико наврата однијели побједу на изборима за посланике у бечком Царевинском вијећу.

### У саставу Југославије
Након 1918. године, Бока је постала део новостворене Краљевине Југославије. У склопу административног преуређења државе, које је покренуто 1922. године, укључена је у састав Зетске области, а почевши од 1929. године налазила се у саставу Зетске бановине.
Након слома Краљевине Југославије у прољеће 1941. године, подручје Боке је окупирано од стране фашистичке Италије, чиме је поново покренуто питање о политичком положају овог стратешки важног подручја. Италијанска влада је већи део ове области анектирала и организовала као посебну покрајину, под називом: Которска провинција (итал. Provincia di Cattaro), која је постојала у периоду од 1941. до 1943. године. Током италијанске окупације, Которској провинцији је припадало и подручје општине Груда са Превлаком.
Након капитулације Италије у јесен 1943. године, Бока је потпала под њемачку окупацију. Управо у то вријеме, Независна Држава Хрватска (НДХ) је покушала да искористи новонастало стање у циљу прикључења дотадашње италијанске Которске провинције, чиме се настојао реализовати концепт Црвене Хрватске, који је током предратних година уобличио похрваћени црногорски публициста Савић Марковић Штедимлија. Међутим, до реализације великохрватских претензија није дошло, пошто Њемачка није уважила захтјеве усташког режима.
Током италијанске и њемачке окупације, на ширем подручју Боке дошло је до развоја Народноослободилачког покрета. Приликом оснивања Народноослободилачког одбора за Црну Гору и Боку, који је створен почетком 1942. године, поштована је посебност Боке у односу на сусједну Црну Гору, што је наглашено путем равноправног навођења оба обласна назива, а такво решење је задржано и приликом прерастања поменутог тијела у Земаљско антифашистичко вијеће народног ослобођења Црне Горе и Боке (1943). Међутим, већ приликом претварања овог тијела у Црногорску антифашистичку скупштину народног ослобођења (1944), помен Боке је изостављен из новог званичног назива, те је тако ова покрајина, настањена претежно Србима и Хрватима, по први пут у историји подведена под Црну Гору.
У новој Југославији, Бока је била у саставу југословенске федералне јединице Црне Горе. У време распада Југославије (1991—1992), део српских избеглица са подручја Дубровачког приморја и Херцеговине нашао је уточиште на подручју Боке.

### У независној Црној Гори
У време одржавања референдума о независности Црне Горе (2006), на подручју Боке је дошло до политичке поларизације, тако да се становништво општине Херцег Нови већински изјаснило за останак у заједничкој држави, док се становништво у општинама Котор, Тиват и Будва изјаснило у прилог независности. Непосредно након тога, у време расправе о доношењу новог Устава Црне Горе (2007), дошло је до обнове старих захтева за административом и политичком аутономијом Боке, уз позивање на на историјску, географску, економску и етничку посебност ове области у односу на Црну Гору. Иако су захтеви за децентрализацијом власти били уобличени уз позивање на европске стандарде у области политичке регионализације, такве иницијативе су биле одбачене од стране поборника унитаристичког уређења Црне Горе. Упркос томе, политички представници бокељских Срба и бокељских Хрвата су наставили да се залажу за децентрализацију власти, а 2008. године је основана и посебна регионалистичка странка, под називом Демократски центар Боке. За административну и политичку аутономију Боке се залажу и неке друге политичке странке у Црној Гори.

## Становништво
Већа насеља у Боки су: Њивице, Игало, Херцег Нови, Савина, Мељине, Зеленика, Кумбор, Ђеновићи, Баошићи, Бијела, Каменари, Костањица, Морињ, Рисан, Пераст, Љута, Доброта, Котор, Шкаљари, Муо, Прчањ, Доњи Столив, Горњи Столив, Лепетане, Доња Ластва, Горња Ластва, Тиват, Кртоли, Луштица, Росе, а између њих је још десетак малих насеља.
| Општина     | Становништво по попису 2011. | Становништво по попису 2011. | Становништво по попису 2011. | Становништво по попису 2011. | Становништво по попису 2011. | Становништво по попису 2011. | Становништво по попису 2011. | Становништво по попису 2011. | Становништво по попису 2011. | Становништво по попису 2011. | Становништво по попису 2011. |
| Општина     | Укупно                       | Црногорци                    | Црногорци                    | Срби                         | Срби                         | Хрвати                       | Хрвати                       | Остали                       | Остали                       | Неизјашњени                  | Неизјашњени                  |
| ----------- | ---------------------------- | ---------------------------- | ---------------------------- | ---------------------------- | ---------------------------- | ---------------------------- | ---------------------------- | ---------------------------- | ---------------------------- | ---------------------------- | ---------------------------- |
| Херцег Нови | 30,864                       | 10,395                       | 33,68%                       | 15,090                       | 48,89%                       | 662                          | 2,14%                        | 1,809                        | 5,86%                        | 2,908                        | 9,42%                        |
| Тиват       | 14,031                       | 4,666                        | 33,25%                       | 4,435                        | 31,61%                       | 2,304                        | 16,42%                       | 1,351                        | 9,63%                        | 1,275                        | 9,09%                        |
| Котор       | 22,601                       | 11,047                       | 48,88%                       | 6,910                        | 30,57%                       | 1,553                        | 6,87%                        | 1,145                        | 5,07%                        | 1,946                        | 8,61%                        |
| Три општине | 67,496                       | 26,108                       |                              | 26,436                       |                              | 4,519                        |                              | 4,305                        |                              | 6,129                        |                              |

Апсолутна већина становништва припада Српској православној цркви.

## Култура
- Бокељска морнарица
- Бококоторска књижевност
- Иконописна школа Рафаиловић-Димитријевић
- Српско пјевачко друштво „Јединство“ Котор, основано 1839.
- Српска поморска закладна школа у Херцег Новом, основана 1858.
- Српска народна гарда Котор, основана 1862.
- Илустровани календар Бока
- Српски Соко Херцег-Нови, основан 1912, члан Српске соколске жупе на Приморју

## Привреда
За привреду Боке развијенија индустрија има већи значај од рударства. Око Херцег Новог има боксита, а код Котора мангана. У Боки се експлоатише мермер. Кречњак Верига је жилав, али подесан за обраду. Представља одличан грађевински материјал, који је поред осталог послужио и у изради Марковог трга у Венецији.

## Галерија
- Острва у близини Пераста
- Катедрала св. Трифуна у Котору
- Кртољска обала, Стара Бјелила
- Српски Соко (Херцег Нови), јавна вежба на Савини (28. 8. 1912)

## Извори и литература